# Adolffalva
Adolffalva (horvátul: Višnjevac, 1900-ig Adolfovac, 1910-től 1921-ig Podravski Adolfovac, 1948-tól Višnjevac) falu Horvátországban, Eszék-Baranya megyében. Közigazgatásilag Eszékhez tartozik.

## Fekvése

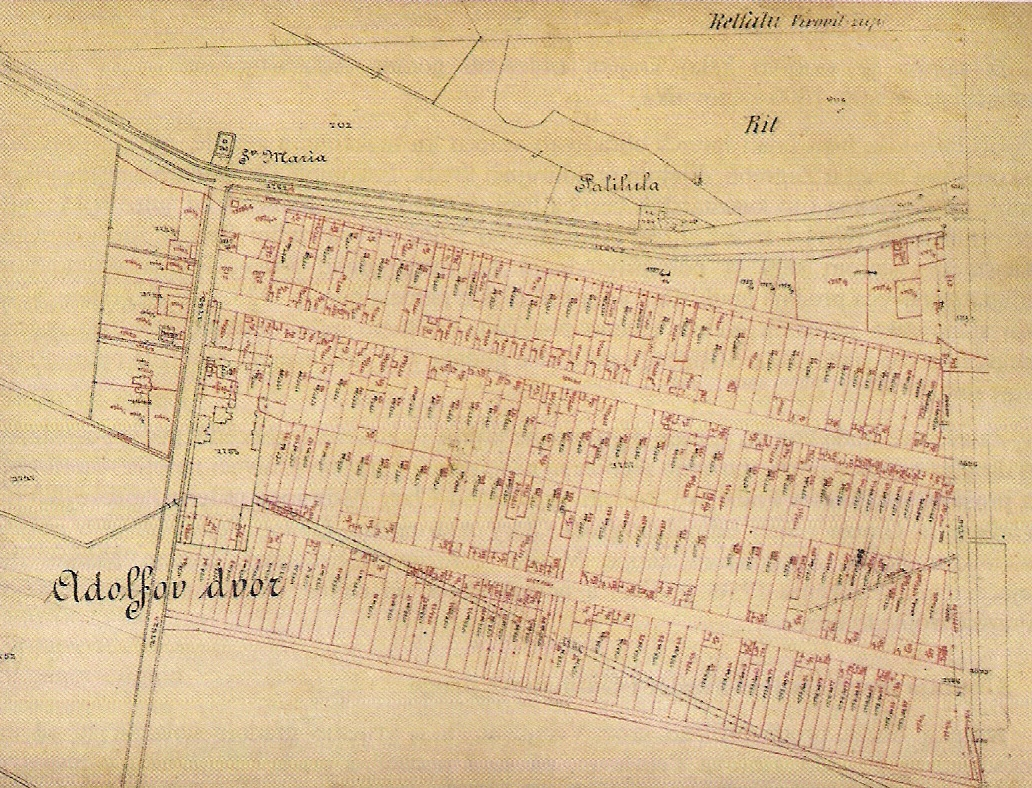
Adolffalva régi térképe

Eszék központjától 4 km-re nyugatra, a Szlavóniai-síkság szélén, a Dráva jobb partján, az Eszéket Valpóval összekötő út mentén fekszik.

## Története
A település a 19. század első felében mezőgazdasági majorként keletkezett Adolf-puszta (horvátul Adolfov dvor) néven a Pejácsevich család birtokán. Nevét Pejácsevich Adolf grófról (1825–1880) kapta. A gróf Eszéken több épület építését finanszírozta, míg a mai Adolffalva területén, a mai Nikola Šubić Zrinski utcában állt az a villa, ahol a gazdaság intézője lakott. A gazdasági épületeken kívül a településen állt Adolf gróf nyári kastélya is, valamint a mai Jelačić utcában 1860-ban felépíttette a Kisboldogasszony-kápolnát. Érdemes még megemlíteni a Palilula kocsmát, amely évek óta közismert pihenőhely volt az összes utazó számára, akik a régi római úton tartottak Eszékre. A gróf halála után a rumai-rétfalvi gazdaság, ahova Adolfpuszta is tartozott testvérének Pejácsevich Lászlónak a tulajdona lett. Ebben az időben Adolffalván 69 ember lakott. Ismert, hogy a 19. század végén és a 20. század elején az itteni szeszfőzdében alkoholt és első osztályú pálinkát állítottak elő.  

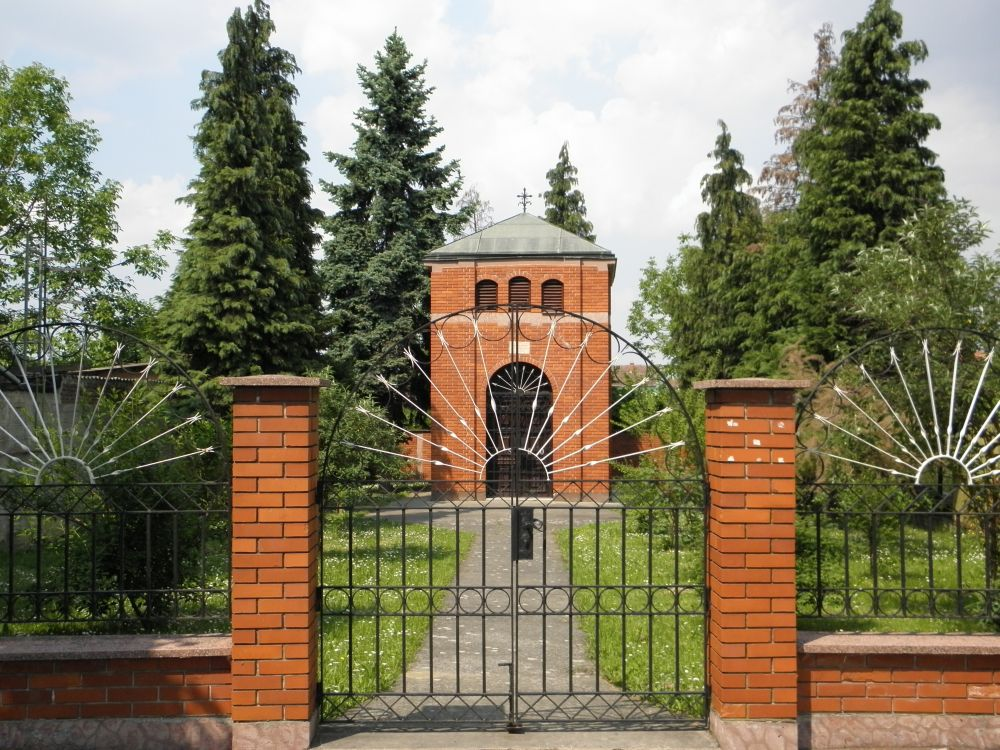
A Kisboldogasszony kápolna

1880-ban 69, 1910-ben 107 lakosa volt. Verőce vármegye Eszéki járásához tartozott. Az 1910-es népszámlálás adatai szerint lakosságának 33%-a szerb, 30%-a horvát, 25%-a magyar, 12%-a német anyanyelvű volt. A település az első világháború után az új szerb-horvát-szlovén állam, majd később (1929-ben) Jugoszlávia része lett. A 20. század elejére a Pejácsevich családnak ez az ága fiágon kihalt, majd a világháború után nemesi javaikat elkobozták és az adolffalvi telepesek között osztották szét. Ezzel egyidőben Montenegróból, Vajdaságból, Likából, Isztriából, Magyarországból és más régiókból újabb telepesek érkeztek. 1948-ban a település nevét a kommunista hatóságok Višnjevacra változtatták, mivel az Adolfovac név a hírhedt német náci diktátorra, Adolf Hitlerre emlékeztetett. A névváltoztatást a felszabadító harc résztvevői kezdeményezték és végül a Guštin testvérek egyikének, Božo Guštinnak a javaslatát fogadták el, akiről később a település általános iskoláját és óvodáját nevezték el. Ugyanebben az időben megindult a migráció új hulláma, Dalmáciából és Zagorje területéről a jobb megélhetés reményében érkezett, mintegy 900 ember telepedett le Višnjevacon. 1948-ban az általános iskola is megkezdte működését, melynek egyik első ismert tanára Stjepan Švajcer volt. 1948-ban alapították meg a település labdarúgóklubját is ŠNK Višnjevac néven. 1968. szeptember 8-án Kisboldogasszony ünnepén Bäuerlein diakovári püspök megalapította a višnjevaci Kisboldogasszony plébániát. Az 1970/1971-es iskolai tanévben megkezdődött az új iskolaépület építése, mivel a régi iskola már nem felelt meg a tanításhoz szükséges feltételeknek. Általánosságban elmondható, hogy az 1970-es években számos családi házat építettek és fejlesztették az infrastruktúrát a településen. 1976-ra az utcákat több mint három és fél kilométer hosszúságban burkolták. A faluban ekkor tizenkét vendéglátó egység és egy önkiszolgáló üzlet is működött, de még mindig hiányoztak az óvoda, a benzinkút, az orvosi rendelő és a csatorna. 1983-ban megalapították a Višnjevac bocsaklubot, amely Szlavóniában az egyik legrégebbi. 1991-ben lakosságának 87%-a horvát, 7%-a szerb, 4%-a jugoszláv nemzetiségű volt. A délszláv háború alatt Višnjevacot Baranya és Antunovac térségéből is lőtték, de nagyobb anyagi károkat nem okoztak, emberi életben viszont érték veszteségek. Azóta a faluban több új létesítmény épült, a meglévőket pedig, mint a posta és a gyógyszertár, felújították. 1995 óta működik a település választmánya, mely Eszék városához tartozik. A településnek 2011-ben 6680 lakosa volt.

## Lakossága
| Lakosság változása | Lakosság változása | Lakosság változása | Lakosság változása | Lakosság változása | Lakosság változása | Lakosság változása | Lakosság változása | Lakosság változása | Lakosság változása | Lakosság változása | Lakosság változása | Lakosság változása | Lakosság változása | Lakosság változása | Lakosság változása |
| ------------------ | ------------------ | ------------------ | ------------------ | ------------------ | ------------------ | ------------------ | ------------------ | ------------------ | ------------------ | ------------------ | ------------------ | ------------------ | ------------------ | ------------------ | ------------------ |
| 1857               | 1869               | 1880               | 1890               | 1900               | 1910               | 1921               | 1931               | 1948               | 1953               | 1961               | 1971               | 1981               | 1991               | 2001               | 2011               |
| 0                  | 0                  | 69                 | 113                | 110                | 107                | 115                | 552                | 861                | 991                | 1.889              | 3.722              | 6.069              | 7.204              | 7.146              | 6.680              |

(1869-ben lakosságát Rétfalvához számították.)

## Gazdaság
A település gazdaságát a megyeszékhely közelsége döntően meghatározza. A népesség legnagyobb része Eszékre jár dolgozni, kisebb részben pedig a mezőgazdaságban tevékenykedik.

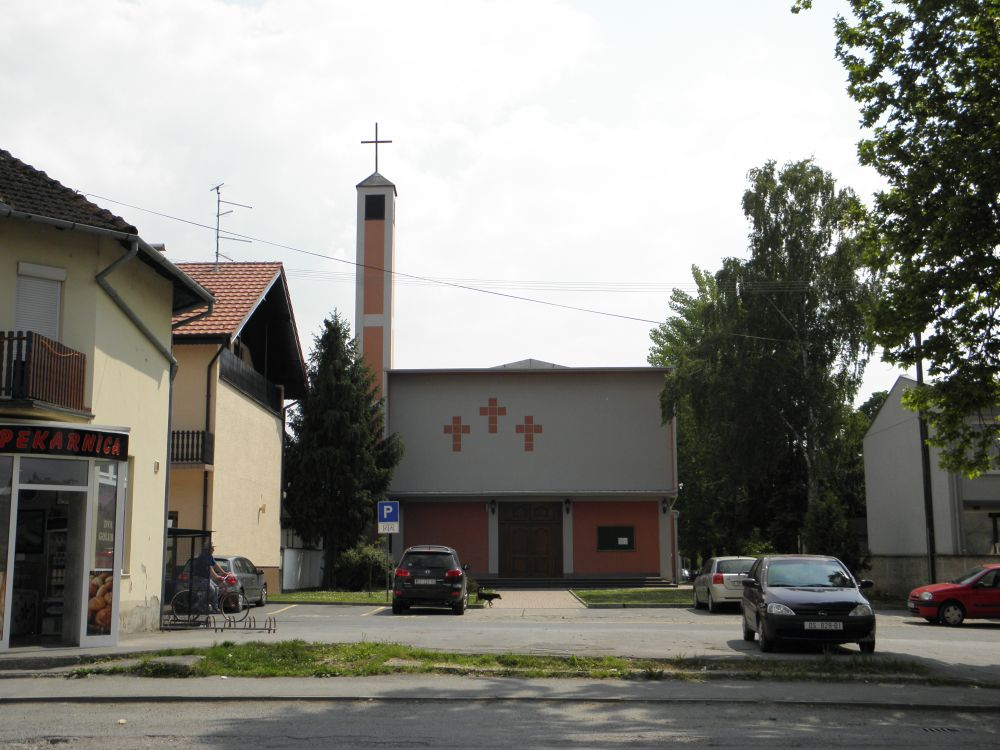
A Kisboldogasszony templom

## Nevezetességei
- A Kisboldogasszony tiszteletére szentelt római katolikus templomát az 1970-es évek elején kezdték építeni és 1973-ban szentelték fel.

- A Kisboldogasszony-kápolnát 1860-ban építtette a falu akkori kegyura, Pejácsevich Adolf gróf.

## Kultúra
Az eszéki Pejić testvérek 2008-ban félórás dokumentumfilmet forgattak a faluról „Višnjevac - moć i raščika” címmel, mely több filmfesztiválon is szerepelt. 2012-ben bemutatták a folytatását is „Višnjevac - strava i paranormalno” címmel.

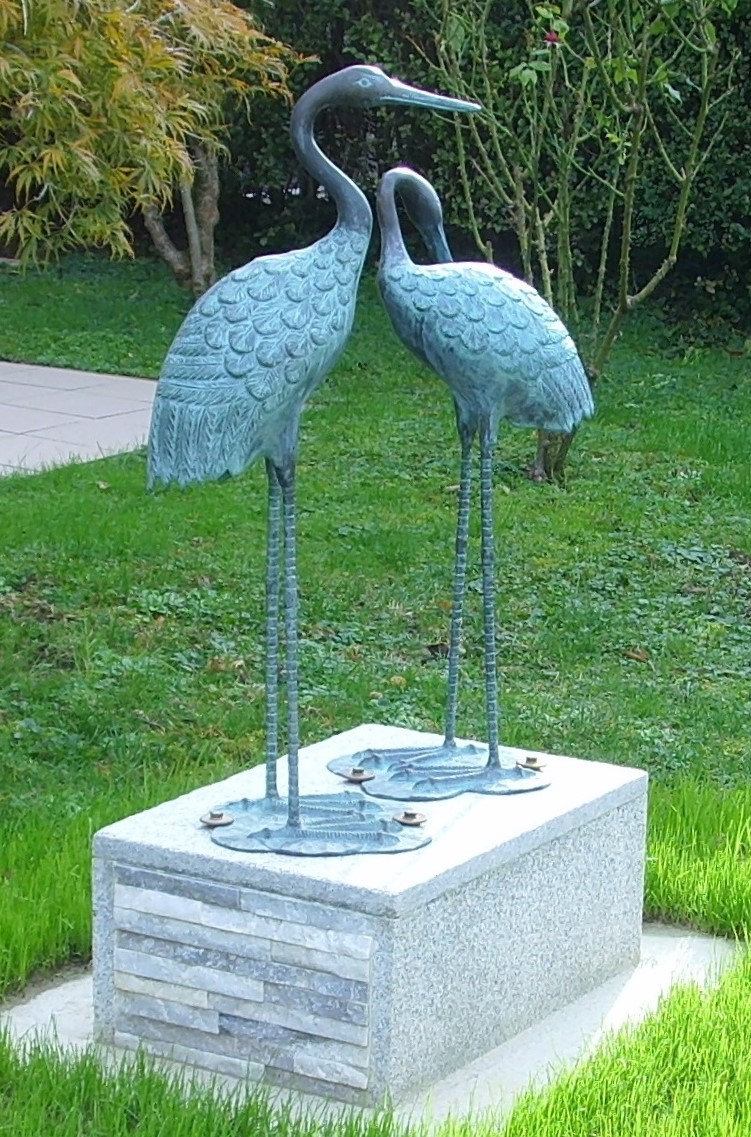
Gém darufélék (bronz) az iskola közelében

## Oktatás
Az adolffalvi iskola építése 1942-ben kezdődött, de a második világháború miatt csak 1948-ban fejeződött be. Az első tanévben 1948/1949-ben összesen 96 diák járt az iskolába. Első tanítója Stjepan Švajcer volt. A következő évben az iskola 166 könyvből álló könyvtárat kapott. Az 1954-es tanévre az iskola udvarát és a kertet bekerítették, valamint kutat építettek. Az 1954/55-ös tanévben további két osztálytermet, valamint egy műhelyt és egy irodát építettek. A falu megkapta az áramot, ami megkönnyítette az iskolai munkát. Az új iskolaépületet 1972-ben nyitották meg. Az oktatás új igényei a jelenlegi iskola további korszerűsítését teszik szükségessé, többek között tervezik egy többcélú tornaterem építését, mely rendezvények megtartására is alkalmas.

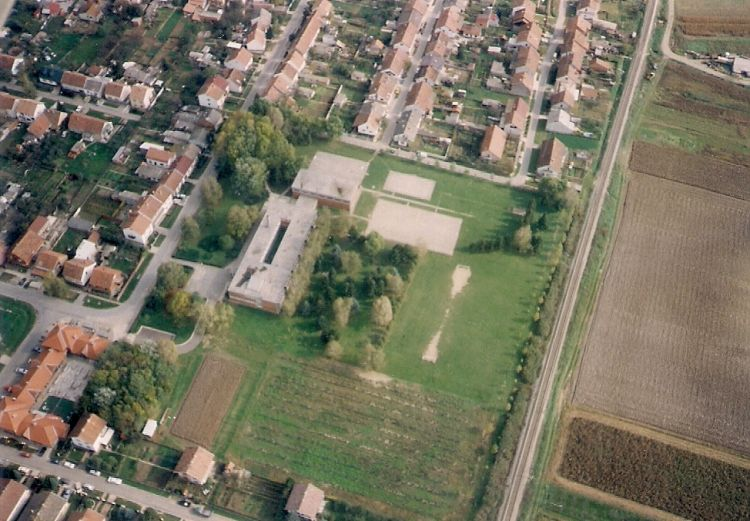
Légifelvétel 1999-ből

## Sport
- A BK Višnjevac bocsaklubot 1983-ban alapították.
- Az NK Višnjevac labdarúgóklub 1948-ban alakult.
- ŽOK Ferivi Višnjevac női röplabdaklub.